# Museu Arqueológico da Lapinha
O Museu Arqueológico da Lapinha é um museu localizado no município brasileiro de Lagoa Santa, em Minas Gerais, que oferece aos visitantes conhecimentos sobre a paleontologia e arqueologia. O museu foi inaugurado em 1972 e organizado pelo arqueólogo autodidata húngaro Mihály Bányai. O idealizador do Museu, que morava na região de Lagoa Santa desde 1963 e, preocupado com a devastação dos sítios e achados arqueológicos, iniciou a coleção de artefatos, possibilitando o surgimento do Museu. Todo esse seu trabalho pode ser conhecida através do livro "Minhas Pesquisas Arqueológicas na Região de Lagoa Santa". 

## Acervo
Os visitantes do museu têm uma  visão sobre o passado histórico, relíquias arqueológicas e diversos vestígios de civilizaçãoes antigas que habitaram a região arqueológica de Lagoa Santa. A importância da Área de Proteção Ambiental Carste de Lagoa Santa retratada nos acervos do Museu, deve-se ao achado do "Homem de Lagoa Santa" pelo arqueólogo Mihály Bányai. Foi um conjunto de quatro ossadas humanas, localizadas na Lapa do Acácio, em 1987. Trata-se de uma ossada completa de um homem adulto, além de uma mulher, um ancião e uma quarta ossada bastante fragmentada. O arqueólogo atribui mais importância à essas ossadas do que ao crânio de Luzia.
São mais de 2600 peças, entre ossadas de animais, fósseis, vários crânios e outros ossos humanos, além de uma série de objetos dos homens pré-históricos, cerâmicas indígenas.
O Museu tem função figurativa e parcialmente científica, recebe mais de 10 mil pessoas por ano, entre crianças e adultos, uma frequência favorecida por sua localização no pátio de acesso à Gruta da Lapinha, situada no Parque Estadual do Sumidouro.
O Museu ainda está sob a administração da família Bányai, através do profissionalismo da filha do fundador Erica Bányai, que faz a visita muito interessante. 
O museu é pequeno, mas guarda informações valiosas. O preço da entrada é R$3,00.

## Exposições
- Fósseis Marinhos e Vegetais: complementação oriundos de vários estados brasileiros e da Europa.
- Fósseis de Animais da Região: de 10 a 15 mil anos
- Cerâmica Indígenas e Pré-Colombianas: aproximadamente mil anos, confeccionadas pelos prováveis descendentes do Homem de Lagoa Santa.
- Cerâmicas Coloniais: foi possível recuperar de muitas fazendas do período colonial algumas cerâmicas e artefatos de aproximadamente 200 anos.
- Coleção de Minerais: amostras de vários minerais, pedras preciosas e semipreciosas de várias cidades mineiras, outros estados e países.
- Exposição de Formações Calcárias
- Animais Empalhados: Taxidermia de animais extintos e ameaçados em extinção da região.